# Elimiotis

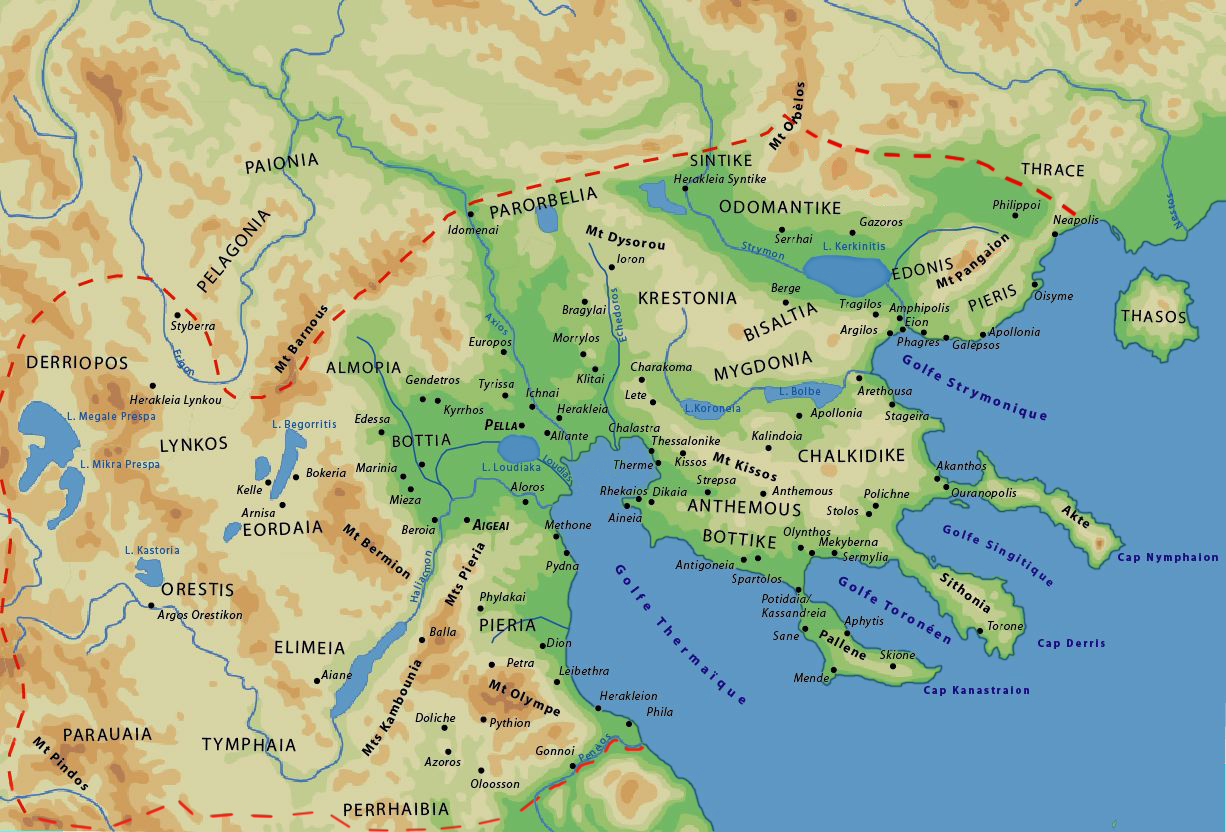
Die Landschaften des antiken Makedoniens und der Chalkidiki.

Elimiotis (altgriechisch Ελιμιώτις), auch Elimeia (Ελιμεία) genannt, bezeichnete in der Antike jene gebirgige Landschaft Griechenlands, die sich in dem Bogen des Flusses Aliakmonas erhebt. Dieser Fluss und mit ihm der See Polyfytos markiert zugleich die Ost-, Süd- und Westgrenze dieser Landschaft. Heute gehört sie dem Gemeindebezirk von Kozani im Regionalbezirk Kozani in der Region Westmakedonien an.
In der Antike grenzten an Elimiotis im Westen und Südwesten die epirotischen Landschaften Paraueia und Tymphaia, im Süden und Osten die thessalischen Landschaften Perrhaibia und Pieria. Im Norden bei dem Ort Siatista grenzte Elimiotis an Orestis, mit der sie zusammen mit Eordaia, Lynkestis und Pelagonien die obermakedonischen Bezirke bildete. Bedeutende Ortschaften von Elimiotis waren Aiani und Elimeia.
Thukydides zufolge war Elimiotis neben der Lynkestis die Urheimat der Makedonen, die von dort aus in die fruchtbaren, am thermaischen Golf gelegenen Niederlande expandierten. Laut Strabon aber hätte das Volk der Elimiotai, wie auch das der Orestai und der Pelagonen, der Volksgruppe der Epiroten angehört und sei erst nachträglich in den Stammesverband der Makedonen assimiliert wurden. Die makedonische Herrschaft über die Elimiotis wird im 5. vorchristlichen Jahrhundert, ab der Regierungszeit Alexanders I. greifbar, da das ab diesem Zeitraum existierende Fürstenhaus mit dem Königshaus verwandt war, wenn nicht gar von diesem abstammte. Nachdem die Fürsten der Elimiotis zunächst ihre Unabhängigkeit gegenüber den Makedonenkönigen zu verteidigen suchten, gerieten sie spätestens zu Zeiten Amyntas’ III. unter deren Oberhoheit.
Bezeichnend dafür ist eine der ersten Ehen König Philipps II. mit Phila, der Schwester des letzten bekannten Fürsten, Derdas III. Dessen Gefangennahme im zweiten olynthischen Krieg scheint Philipp II. als Vorwand genommen zu haben um Elimiotis, wie auch die anderen Landschaften Orestis, Lynkestis, Tympheia und Eordaia, zur Gänze dem Königtum zu unterwerfen. Angehörige der Fürstenfamilien wurden nun zur Ausbildung und Erziehung an den Königshof in Pella geschickt, wo sie als Geiseln für die Loyalität ihrer Familien zu bürgen hatten und um selbst ideologisch an das Königshaus gebunden zu werden.
Einige namhafte Gefährten Alexanders des Großen waren Angehörige der Fürstenfamilien des obermakedonischen Hochlandes. In seinem Heer war eine Taxis der Pezhetairoi aus Kriegern der Elimiotis zusammengesetzt.

## Persönlichkeiten
Das Fürstenhaus:
- Arrhidaios (Sohn oder Schwiegersohn von König Alexander I.)[3]
  - Derdas I. (433/2 v. Chr. genannt), Sohn des Vorherigen
    - Sirras, vermutlich Sohn des Vorherigen,[6] nacheinander Schwiegersohn des Arrhabaios I. von Lynkestis und des Königs Archelaos I.
      - Eurydike, Ehefrau des Königs Amyntas III.
      - Derdas II. (382 v. Chr. genannt), wohl Sohn des Vorherigen
        - Derdas III. (350 v. Chr. genannt), wohl Sohn des Vorherigen
        - Phila, Schwester von Derdas III., Ehefrau König Philipps II. von Makedonien[7]
        - Machatas, Bruder von Derdas III. und der Phila[8], wahrscheinlich Vater von:
          - Alexanders Schatzmeister in Babylon, Harpalos († 323 v. Chr.)
          - Alexanders Statthalter in Indien, Philippos († 326/5 v. Chr.)
          - Alexanders Offizier in Indien, Tauron († nach 326 v. Chr.)

Weitere Personen:
- Koinos († 326 v. Chr.), ein Offizier Alexanders[9]
- Kleandros († 324 v. Chr.), ein Offizier Alexanders und vermutlich ein Bruder des Koinos